# Eileen Caddy
Eileen Caddy (26 août 1917 – 13 décembre 2006) est une des fondatrices de la Fondation Findhorn. Elle est également connue pour ses ouvrages de spiritualité, en particulier La petite voix, méditations quotidiennes qui fut un best-seller.
En 2004, elle a reçu l'Ordre de l'Empire britannique par la reine d’Angleterre (grade de "membre" MBE).